# Bhutpur, Sedam
Bhutpur là một làng thuộc tehsil Sedam, huyện Gulbarga, bang Karnataka, Ấn Độ.